# 宮崎市生目の杜運動公園アイビースタジアム
宮崎市生目の杜運動公園アイビースタジアム（みやざきし いきめのもりうんどうこうえん アイビースタジアム）は、宮崎県宮崎市の宮崎市生目の杜運動公園内にある野球場。施設は宮崎市が所有し、MSG・ミズノグループ（代表団体：学校法人宮崎総合学院、構成団体：ミズノ）が指定管理者として運営管理を行っている。「アイビースタジアム」の名称は、宮崎市都市公園条例の「別表」に明記されている。

## 歴史
1994年4月、宮崎市の市制70周年記念事業のひとつとして、老朽化が進んでいた宮崎市西部総合運動場を総合スポーツ公園として改築する事業が行われることとなり、1999年4月着工。うち第1野球場は2002年12月に完成した。公園自体も2003年10月に第2野球場や屋内練習場など一部施設が完成し暫定オープン。公園の名称は一般公募により「生目の杜運動公園」とした。また各施設の名称も一般公募により、メインスタジアムとなる第1野球場には「阪神甲子園球場のように、外壁がツタ（蔦、英:ivy）で覆われた美しい球場になって欲しい」という応募者のアイディアに因んで「アイビースタジアム」、全面人工芝の屋内練習場には生目地区の江戸時代の農民・半平の愛称「半ぴ殿」（はんぴどん）に因み「はんぴドーム」が付与された。
なお、運動公園の完成後総面積は35.4ヘクタール（ha）であり、2009年に全施設の整備が完了した。総事業費は173億円を要するが、市は運動公園の建設資金の一部に市民からの投資を募るため「アイビー債」の名称の公募地方債を発行しており、年間事業費のうち毎年15～25億円がこのアイビー債で賄われている。

## 利用チーム・試合
開場以降、高校野球などアマチュア野球の公式戦が開催されている。またプロ野球では、公園が一部完成した2003年11月からは福岡ダイエーホークス（現福岡ソフトバンクホークス）が秋季キャンプ地とし、以後春季・秋季のキャンプが行われている。当球場は収容人員が11,000人であるため、宮崎市で開催される一軍公式戦は30,000人収容の宮崎県総合運動公園硬式野球場（サンマリンスタジアム宮崎）で行われている（福岡ソフトバンク主催の春季オープン戦はアイビースタジアムでも開催されるが、2023 ワールド・ベースボール・クラシックの野球日本代表との強化試合として行われるオープン戦についてはサンマリンで行う）。秋季に宮崎県各地で行われる教育リーグ「みやざきフェニックス・リーグ」では、アイビースタジアムと第二野球場も開催球場として使用される。
2004年のファーム日本選手権（中日対日本ハム。4-3で中日優勝）が開催される予定だったが、諸般の事情によりサンマリンスタジアムに会場が変更されている。
2023年から九州アジアリーグに参加する宮崎サンシャインズが、公式戦6試合の開催を予定し（2023年2月13日時点）、4月15日に最初の公式戦が開催された。

## 特徴
アイビースタジアムと第二野球場、はんぴドーム、多目的グラウンドは、プロ野球キャンプ誘致を想定して各施設間が近接して建てられており、徒歩移動による負担を軽減する配慮がなされている。この施設配置は福岡ダイエー（当時）の球団代表だった根本陸夫がアドバイスしたという。
メインスタンド外周の壁面には、先の愛称命名者のアイディア通りに蔦のつるが這わされている。
この球場でキャンプを行っているソフトバンクが3塁側ベンチをホームとしている。

## 施設概要
- 両翼：100m[5]、中堅：122m[5]
- 内野：土、外野：天然芝
- ナイター照明設備：6基
- 収容人員：11,000人（内野：座席6,000人、外野：芝生席5,000人）[5]
- スコアボード：磁気反転式
- ダッグアウト: 3塁側(ホーム)･1塁側(ビジター)

このほかブルペンやサブグラウンドも有する。

## スポーツ外での利用
コブクロがスタジアムライブを行った。これはメンバーの小渕健太郎が宮崎県出身者であるのと、口蹄疫で被害を受けた宮崎県を勇気付けるためのものであり、布袋寅泰・今井美樹（高鍋町出身・被害の多かった児湯地区の一部）もゲストとして参加した。